# 程正己
程正己（1582年—1634年），榜名程正色，字道先，號澂源、徵源，山西潞安府長治縣人，軍籍，明朝政治人物。

## 生平
萬曆三十四年（1606年）丙午科山西鄉試第二十四名舉人，三十五年（1607年）中式丁未科會試第一百七十五名，三甲第一百八十二名進士。通政司觀政，授行人司行人，四十四年（1616年）升吏部主事，同年調吏部考功司主事，四十五年（1617年）調文選司主事，同年升驗封司員外郎，四十六年（1618年）調考功司員外郎，同年調文選司員外郎，升稽勳司郎中，給假，天啟二年（1622年）起為考功司郎中，三年（1623年）升太僕寺少卿，同年任都察院右僉都御史、巡撫保定，四年（1624年）養病，五年（1625年）削籍為民。崇禎元年（1628年）起為兵部右侍郎，同年升兵部左侍郎，三年（1630年）引疾致仕歸里，七年（1634年）卒於家，贈兵部尚書。

## 家族
曾祖程璽；祖父程應登，延慶州知州；父程尚德，儀賓，誥封奉訓大夫。前母朱氏；母閻氏。永感下。兄程正傳、程正學，弟程正國、程正身、程正家。